# Synapturanus rabus
Espèce
Statut de conservation UICN

 LC  : Préoccupation mineure
Synapturanus rabus est une espèce d'amphibiens de la famille des Microhylidae.

## Répartition
Cette espèce est endémique du Nord-Ouest de l'Amérique du Sud. Elle du département de Vaupés en Colombie et de l'Équateur jusqu'au Pérou.

## Publication originale
- Pyburn, 1977 "1976" : A New Fossorial Frog from the Colombian Rain Forest (Anura: Microhylidae). Herpetologica, vol. 32, no 4, p. 367-370.